# Tassadit Amer
Pour les articles homonymes, voir Amer.
Tassadit Amer, née le 17 septembre 1995, est une lutteuse algérienne.

## Carrière
Tassadit Amer est médaillée de bronze dans la catégorie des plus de 70 kg aux Jeux méditerranéens de plage de 2015 à Pescara. Elle est médaillée de bronze en moins de 75 kg aux Championnats d'Afrique de lutte 2016 à Alexandrie.